# Tim Brown (fútbol americano)
Timothy Donell Brown (Dallas, Texas, 22 de julio de 1966), más conocido como Tim Brown, es un exjugador profesional estadounidense de fútbol americano que se desempeñó en la posición de wide receiver en la National Football League (NFL). Es miembro del Salón de la Fama del Fútbol Americano Profesional.

## Carrera
Brown jugó como profesional 16 temporadas en Las Vegas Raiders (1988-2003), después pasó a Tampa Bay Buccaneers, donde jugó una temporada (2004), y fue el equipo en el que se retiró.

## Reconocimiento
El 31 de enero de 2015, fue seleccionado para ser miembro del Salón de la Fama del Fútbol Americano Profesional.